# На відстані удару
На ві́дстані уда́ру (англ. Striking Distance) — американський бойовик 1993 року.

## Сюжет
Поліцейський Піттсбурга Том Гарді дає свідчення в суді про перевищення службових повноважень свого напарника, в результаті чого йому доводиться перейти з поліції в патрульну річкову службу. В цей же час в річці починають знаходити спотворені трупи жінок. Гарді розуміє, що серійний вбивця, за яким він полював два роки тому, знову повернувся і хоче дати знати про себе Гарді. Коли з'ясовується, що Гарді був знайомий з усіма жертвами, він стає першим підозрюваним. Так що йому потрібно поспішити, щоб самому знайти справжнього вбивцю.

## У ролях
- Брюс Вілліс — детектив Том Гарді
- Сара Джессіка Паркер — Джо Крістман
- Денніс Фаріна — капітан Нік Детілло
- Том Сайзмор — детектив Денні Детілло
- Брайон Джеймс — детектив Едді Ейлер
- Роберт Пастореллі — детектив Джиммі Детілло
- Тімоті Басфилд — Тоні Сакко
- Джон Махоні — лейтенант Вінс Гарді
- Андре Брауер — Френк Морріс
- Том Аткінс — сержант Фред Гарді
- Майк Ходж — капітан Пендерман, річковий патруль
- Джоді Лонг — офіцер Кім Лі, річковий патруль
- Роско Орман — Сід, напарник Едді Ейлера
- Роберт Гулд — Дуглас Кессер
- Гарет Вільямс — Чик Чиканіс
- Ед Хукс — прокурор Гюнтер